# ألفا روميو بيريرا
الفا روميو بريرا  (بالإنجليزية: Alfa Romeo Brera and Spider) هي سيارة رياضية من صناعة ألفا روميو أنتجت في 2005 وتوقف إنتاجها في 2010.
وهي سيارة كوبيه رياضية بدأت الشركة الإيطالية بتصنيعها عام 2005 بالاعتماد على نسخة بيريرا التجريبية التي كُشف عنها النقاب في معرض جنيف الدولي للسيارات عام 2002 والتي حصدت العديد من الجوائز العالمية بما تتمتع به من قوّة أدائية ومواصفات رياضية أنيقة وتصميم فريد من نوعه واستمر إنتاجها حتى عام 2010.